# Groupe du Sciliar
Le groupe du Sciliar (gruppo del Sciliar en italien, Schlerngruppe en allemand) est un groupe montagneux des Dolomites occidentales, principalement situé dans le Tyrol du Sud (Italie). Il doit son nom à sa montagne la plus célèbre, le Sciliar.

## Géographie

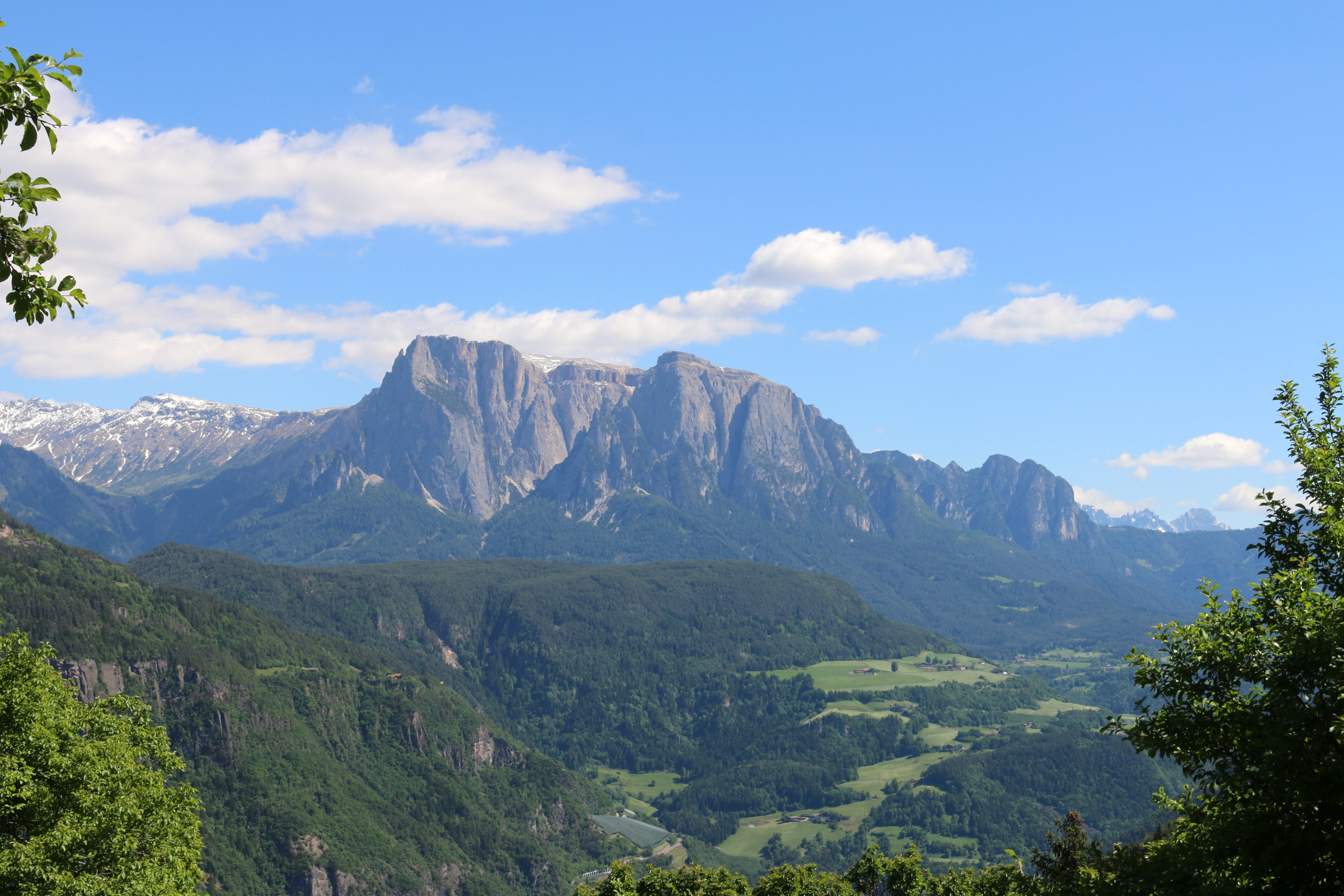
Vue sur le groupe du Sciliar depuis Barbiano.

Le groupe du Sciliar est situé sur la bordure ouest des Dolomites. Au sud, il est bordé par le val di Tires. Au sud-est se trouve le groupe du Catinaccio auquel il est parfois rattaché sous l'appellation de groupe Sciliar - Catinaccio. À l'est et au nord, les élévations descendent vers l'Alpe de Siusi, qui à son tour est encadrée par val Gardena et le groupe du Sassolungo.
Presque toute la zone du groupe montagneux est située dans les communautés du Tyrol du Sud de Castelrotto, Fiè allo Sciliar et Tires, où elle est largement protégée dans le parc naturel Sciliar - Catinaccio. Seuls les contreforts les plus à l'est se trouvent dans de petites parties dans la municipalité du Trentin de Campitello di Fassa.

### Principaux sommets
- Cima di Terrarossa - 2 655 m
- Grande dent de Terrarossa - 2 653 m
- Monte Pez - 2 563 m
- Cima Castello (en allemand : Burgstall) - 2 515 m
- Little Sciliar (Jungschlern) - 2 283 m
- Gabels Mull - 2 390 m
- Punta Santner - 2 413 m
- Euringer - 2 394 m
- Dorsale del Maglio (Hammerwand) - 2 128 m

## Principaux refuges
- Refuge Bolzano
- Refuge de l'Alpe de Tires